# Stare Miasto (gemeente)
De gemeente Stare Miasto is een landgemeente in het Poolse woiwodschap Groot-Polen, in powiat Koniński.
De zetel van de gemeente is in Stare Miasto.
Op 30 juni 2004 telde de gemeente 10 073 inwoners.

## Oppervlakte gegevens
In 2002 bedroeg de totale oppervlakte van gemeente Stare Miasto 97,82 km², waarvan:
- agrarisch gebied: 77%
- bossen: 14%

De gemeente beslaat 6,2% van de totale oppervlakte van de powiat.

## Demografie
Stand op 30 juni 2004:
| Omschrijving                   | Totaal | Totaal | Vrouwen | Vrouwen | Mannen | Mannen |
| ------------------------------ | ------ | ------ | ------- | ------- | ------ | ------ |
| eenheid                        | aantal | %      | aantal  | %       | aantal | %      |
| inwoners                       | 10 073 | 100    | 5025    | 49,9    | 5048   | 50,1   |
| bevolkingsdichtheid (inw./km²) | 103    | 103    | 51,4    | 51,4    | 51,6   | 51,6   |

In 2002 bedroeg het gemiddelde inkomen per inwoner 1212,14 zł.

## Administratieve plaatsen (sołectwo)
Barczygłów, Bicz, Główiew, Janowice, Karsy, Kazimierów, Krągola, Krągola Pierwsza, Lisiec Mały, Lisiec Wielki, Modła Królewska, Rumin, Stare Miasto, Trójka, Żdżary, Żychlin.

## Overige plaatsen
Bicz-Ostatki, Kruszyna, Lisiec Nowy, Modła Księża, Modła-Kolonia, Niklas, Nowiny, Posada, Posoka, Przysieka, Tomaszew, Zgoda, Żdżary-Kolonia.

## Aangrenzende gemeenten
Golina, Konin, Krzymów, Rychwał, Rzgów, Tuliszków